# Sao từ

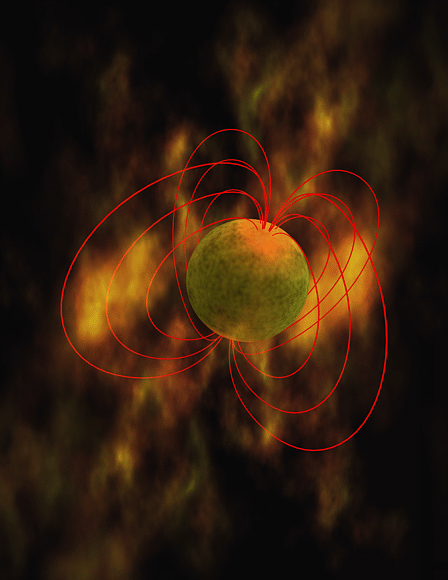
Ảnh vẽ minh họa sao từ với các vạch từ của từ trường.

Sao từ là một dạng sao neutron với từ trường mạnh đến {\displaystyle 10^{11}} tesla, lớn hơn từ trường của Trái Đất khoảng 2.500.000 tỉ lần. Để so sánh, từ trường quanh các nam châm siêu dẫn lưỡng cực của máy gia tốc hạt lớn LHC chỉ trong khoảng từ 0,54 đến 8,3 tesla. Sự tồn tại của sao từ lần đầu được đưa ra bởi hai nhà thiên văn học Robert Duncan người Mỹ và Chrisopher Thompson người Canada vào những năm 1980. Hai ông cho rằng các sao neutron được hình thành cùng với từ trường mạnh hơn so với nhóm sao xung của chúng tới hàng trăm lần. Năm 1992, họ đã sử dụng lý thuyết sao từ để giải thích về sự tồn tại của các sóng thu được từ vụ nổ tia gamma ngày mùng 5 tháng 3 năm 1979, và sau đó là xác định vị trí của siêu tân tinh N49.

## Đặc điểm
Chúng ta mới biết rất ít về sao từ, bởi không có sao từ nào ở gần Trái Đất. Các sao từ thường có đường kính khoảng 20 km. Tuy vậy, chúng có khối lượng gấp nhiều lần Mặt trời của chúng ta. Sao từ có mật độ đặc đến mức chỉ một mẩu nhỏ vật chất của nó đã nặng hơn 100 triệu tấn. Phần lớn các sao từ tự quay rất nhanh, ít nhất là vài vòng trong một giây. Tuổi thọ của sao từ thường ngắn. Từ trường mạnh của chúng suy yếu dần trong vòng 10.000 năm, sau đó mọi hoạt động và bức xạ tia X ngừng hẳn. Người ta ước tính trong Ngân Hà có khoảng 30 triệu sao từ đã "chết" hoặc hơn.
Các chấn động trên bề mặt sao từ gây ra biến đổi bản thân ngôi sao và từ trường bao quanh nó, thường dẫn đến các vụ bùng phát tia gamma đã từng được ghi nhận trên Trái Đất năm 1979, 1998 và 2004.

### Sự hình thành
Trong siêu tân tinh, ngôi sao chủ co lại thành sao neutron, từ trường của nó tăng đột ngột theo cường độ (cứ giảm một nửa kích thước của một đường thì từ trường tăng lên 4 lần). Duncan và Thompson đã tính được từ trường của sao neutron, thông thường là 108 tesla, thông qua cơ chế "máy phát điện", giá trị này đã tăng lên nhiều, tới khoảng 1011 tesla (hay 1015 gauss). Kết quả là hình thành một sao từ
.
Siêu tân tinh có thể mất đi 10% khối lượng của nó trong quá trình bùng nổ. Để những sao có khối lượng lớn gấp 10 đến 30 lần khối lượng Mặt Trời không bị co luôn thành hố đen, khối lượng của chúng phải bị giảm đi một lượng đáng kể, thậm chí đến 80% khối lượng ban đầu.
Ước chừng cứ 10 vụ nổ siêu tân tinh thì có một sao từ chứ không nhiều như sao neutron hay sao xung thường thấy.
Vào ngày 21 tháng 2 năm 2008, các nhà nghiên cứu thuộc NASA và trường Đại học McGill thông báo đã tìm ra một sao neutron tạm thời biến đổi từ sao xung thành sao từ. Điều đó cho thấy sao từ không đơn thuần là một dạng hiếm của sao xung nhưng có thể là một giai đoạn phát triển của một số sao xung.

## Lịch sử phát hiện

### Quan sát sao từ
Vào tháng 12 năm 2004, vụ nổ mạnh nhất ở bên ngoài hệ Mặt Trời đã được ghi nhận, tia chớp khổng lồ bao gồm bức xạ tia gamma siêu năng lượng, một phần của tia X và ánh sáng nhìn thấy được. Luồng sáng vũ trụ này trong 0,1 giây đã tạo ra một nguồn năng lượng mạnh gấp hai lần Mặt Trăng hôm rằm, phản xạ vào Mặt Trăng và chiếu sáng phần trên khí quyển của Trái Đất. Tia chớp xuyên qua Hệ Mặt Trời đã được ghi nhận bởi ít nhất 15 vệ tinh nhân tạo và trạm thăm dò vũ trụ, bao gồm cả tàu thăm dò Odyssey và Cassini. Nguồn gốc của tín hiệu lớn này chính là ngôi sao từ, nằm cách Trái Đất 50.000 năm ánh sáng. Đó là một ngôi sao kỳ lạ thuộc chòm sao Lạp Hộ với từ trường cực lớn. Theo tính toán, tổng năng lượng phát xạ của ngôi sao này trong 0,2 giây tương đương với nguồn năng lượng mà Mặt Trời phát ra trong 250.000 năm. Công suất phát sáng của nó lớn hơn một nghìn lần so với công suất của tất cả các ngôi sao trong Ngân Hà của chúng ta. Đợt bùng nổ của ngôi sao từ này đã làm ion hóa các lớp khí quyển Trái Đất và làm thay đổi một phần các bước sóng dài trong khí quyển.

## Các sao từ đã được quan sát thấy
Tính đến tháng 7/2009, đã có 13 sao từ được xác nhận và 5 thiên thể khác đang xác định xem có phải sao từ không.
1. 1806-20 SGR, nằm cách chúng ta 50.000 năm ánh sáng
2. SGR 1900 +14, nằm cách chúng ta 20.000 năm ánh sáng trong chòm sao Aquila
3. SGR 0501 +4516
4. CXO J164710.2-455216, nằm trong cụm thiên hà Westerlund 1, được hình thành từ một ngôi sao nặng hơn 40 lần mặt trời

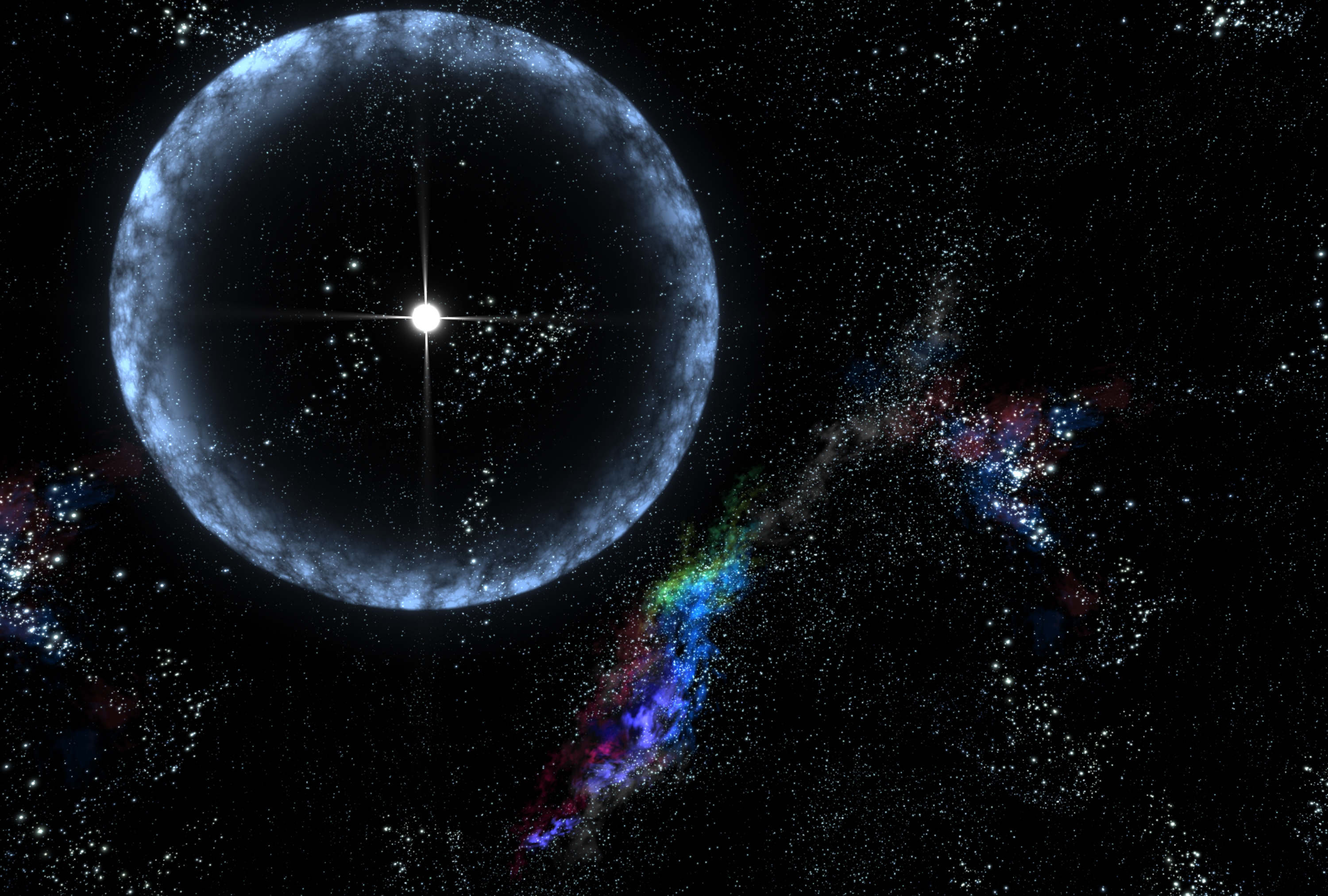
Hình mô phỏng tia gamma từ 1806-20 SGR phát hiện thấy ngày 27/12/2004
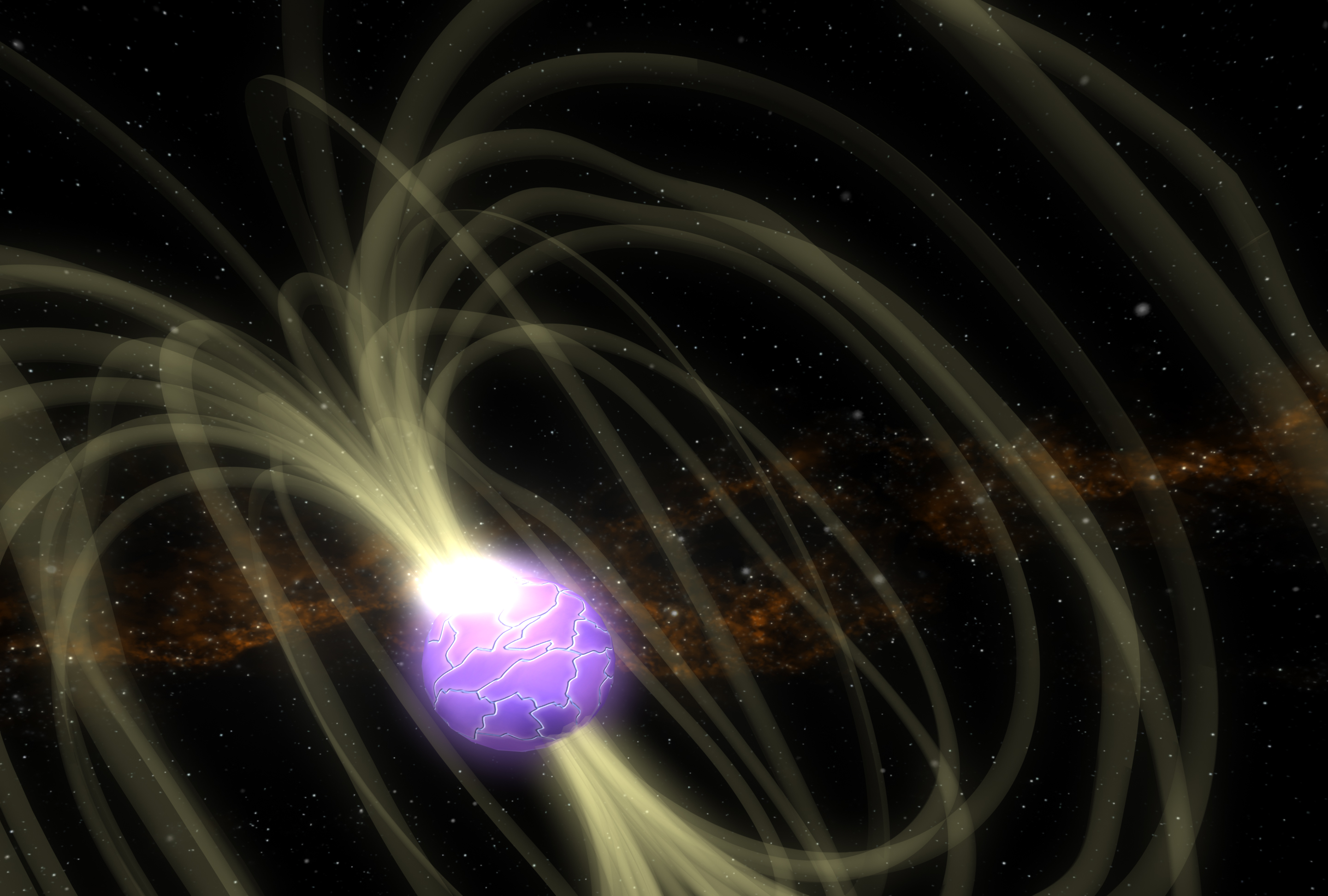
Các đường sức từ trường quanh SGR 1806-20
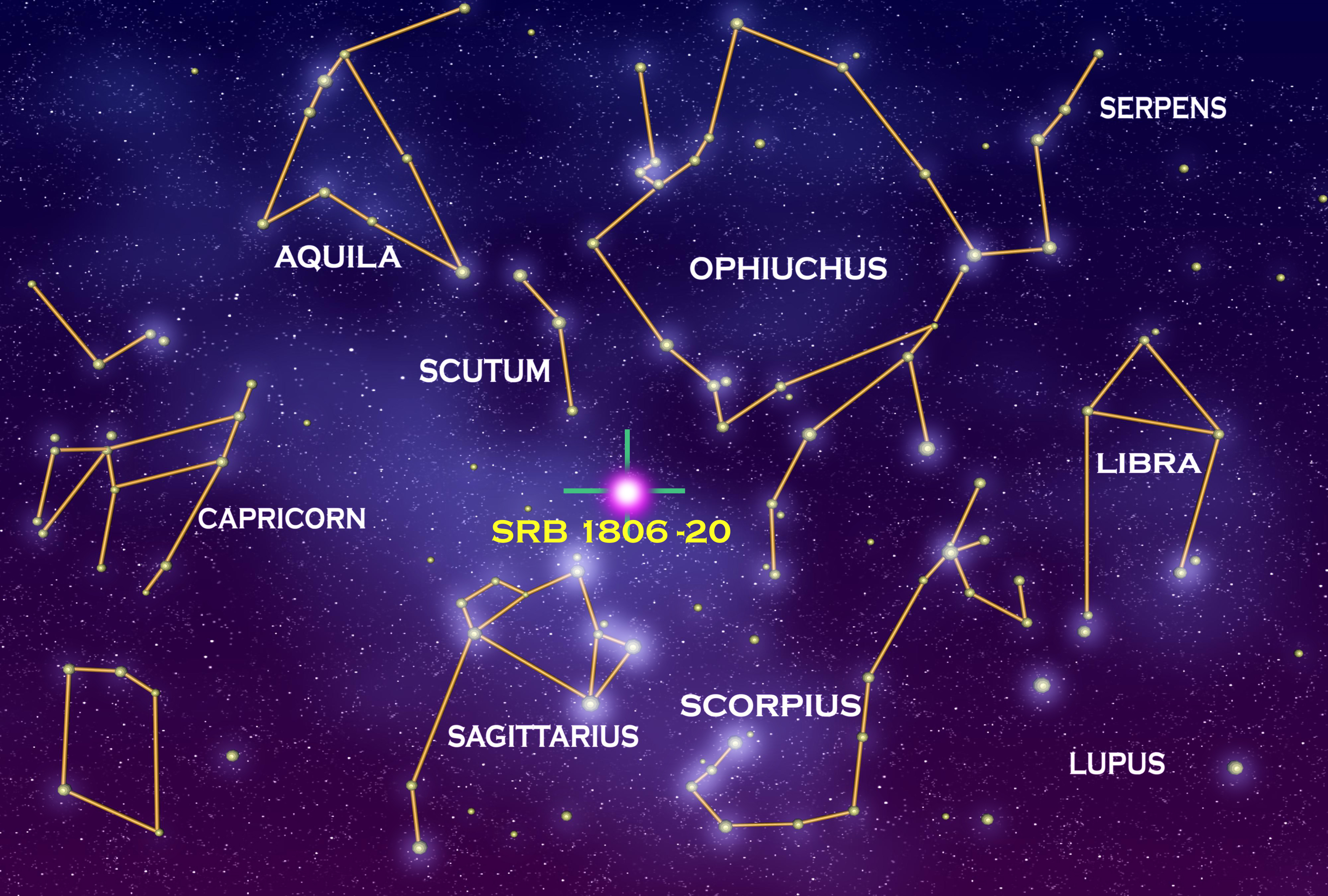
SGR 1806-20 trong chòm sao Nhân Mã
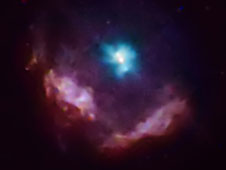
Cụm bốn sao từ, ảnh của RXTE